# الأمير الملكي للبرتغال
الأمير الملكي للبرتغال (البرتغالية: Príncipe Real de Portugal)؛ أو رسمياً الأمير الملكي للبرتغال والغرب (Príncipe Real de Portugal e dos Algarves)؛ هو لقب ولي عهد مملكة البرتغال منذ 1825 حتى 1910، ومن 1815-1825 كان لقب يعرف بــ الأمير الملكي للمملكة المتحدة من البرتغال والبرازيل والغرب.

## التاريخ
تم إنشاء اللقب في عام 1815عندما رقى الأمير جواو في ذاك الوقت الوصي على عرش والدته ماريا الأولى المستعمرة البرازيلية إلى المملكة، وأنشى مملكة المتحدة للبرتغال والبرازيل والغرب، ويهكذا تم استبدل لقب أمير البرازيل بهذا اللقب.
عندما اعترفت البرتغال باستقلال البرازيل، في عام 1825، تم تغيير لقب إلى الأمير الملكي للبرتغال والغرب.
انتهى النظام الملكي البرتغالي في عام 1910، والملك مانويل الثاني توفي في عام 1932، تم استخدام لقب من قبل رئيس آل براغانزا وقيامهم بإدعياء للعرش البرتغال، وهم من سليل خط الذكور أي أحفاد ملك المخلوع ميغيل الأول في 1834.

## قائمة حملة اللقب

### وراثة العرش الملكية
| الأسم                               | الحياة                          | حمل اللقب                       | ملاحظة                           | الوالدان                                   | الصورة | وريث لــ                   |
| ----------------------------------- | ------------------------------- | ------------------------------- | -------------------------------- | ------------------------------------------ | ------ | -------------------------- |
| جواو البرتغالية: João               | 13 مايو 1767 – 10 مارس 1826     | 16 ديسمبر 1815 - 20 مارس 1816   | لاحقا: جواو السادس ملك البرتغال  | ماريا الأولى بيدرو الثالث                  |        | ماري الأولى ملكة البرتغال  |
| بيدرو البرتغالية: Pedro             | 12 أكتوبر 1798 – 24 سبتمبر 1834 | 20 مارس 1816 - 10 مارس 1826     | لاحقا: بيدرو الرابع ملك البرتغال | جواو السادس كارلوتا خواكينا من إسبانيا     |        | جواو السادس                |
| بيدرو البرتغالية: Pedro             | 16 سبتمبر 1837 – 11 نوفمبر 1861 | 16 سبتمبر 1837 – 15 نوفمبر 1853 | لاحقا: بيدرو الخامس ملك البرتغال | ماريا الثانية فرديناند الثاني              |        | ماري الثانية ملكة البرتغال |
| كارلوس البرتغالية: Carlos           | 28 سبتمبر 1863 – 1 فبراير 1908  | 28 سبتمبر 1863 – 19 أكتوبر 1889 | لاحقا: كارلوس الأول ملك البرتغال | لويس الأول ملك البرتغال ماريا بيا من سافوي |        | لويس الأول ملك البرتغال    |
| لويس فيليبي البرتغالية: Luís Filipe | 21 مارس 1887 – 1 فبراير 1908    | 19 أكتوبر 1889 – 1 أكتوبر 1908  | توفى قبل أوان                    | كارلوس الأول أميلي من أورليان              |        | كارلوس الأول ملك البرتغال  |
| أفونسو البرتغالية: Afonso           | 31 يوليو 1865 - 21 فبراير 1920  | 1 فبراير 1908 - 5 أكتوبر 1910   | سقوط الملكية                     | لويس الأول ملك البرتغال ماريا بيا من سافوي |        | مانويل الثاني ملك البرتغال |

### أدعياء العرش البرتغالي
| الأسم                               | الحياة                          | حمل اللقب                     | ملاحظة                        | الوالدان                                                      | الصورة | وريث لــ    |
| ----------------------------------- | ------------------------------- | ----------------------------- | ----------------------------- | ------------------------------------------------------------- | ------ | ----------- |
| دوارتي نونو البرتغالية: Duarte Nuno | 23 سبتمبر 1907 – 24 ديسمبر 1976 | 2 يوليو 1932 – 24 ديسمبر 1976 | أيضا: دوارتي نيو دوق براغانزا | مغيل الثاني من براغانزا ماريا من لوفنشتاين-فيرتهايم-روزنبرغ   |        | ادعاء العرش |
| إدوارد بيو البرتغالية: Duarte Pio   | 15 مايو 1945 –                  | 24 ديسمبر 1976 – حتى الآن     | أيضا: دوارتي بيو دوق براغانزا | دوارتي نونو، دوق براغانزا ماريا فرانسيسكا من أورليان-براغانزا |        | ادعاء العرش |